# 유빈 (1997년)
유빈(본명: 배유빈, 裵洧彬, 1997년 9월 9일~)은 대한민국의 가수, 배우이다. 걸 그룹 오마이걸 멤버이다. 오마이걸 유닛 그룹 오마이걸 반하나 멤버이기도 하다. 2022년 1월 19일 비니에서 본명인 유빈으로 활동명을 변경했다.

## 학력
- 부안초등학교 (졸업)
- 봉의중학교 (졸업)
- 한국예술고등학교 연극영화과 (졸업)

## 활동

### 드라마
- 2008년 MBC 일일연속극 《사랑해, 울지마》
- 2008년 MBC 수목드라마 《베토벤 바이러스》
- 2010년 MBC 일일시트콤 《볼수록 애교만점》
- 2010년 KBS2 수목드라마 《제빵왕 김탁구》
- 2010년 KBS2 월화드라마 《성균관 스캔들》
- 2012년 SBS 플러스 주간시트콤 《오마이갓x2》
- 2017년 KBS2 《비바 앙상블》 - 강진희 역
- 2020년 웹드라마 《썸툰2020》 - 서예진역
- 2020년 웹드라마 《귀신과 산다》 - 영빈 역
- 2020년 MBC every1 《연애는 귀찮지만 외로운 건 싫어!》 - 특별출연

### 영화
- 2021년 《기억의 시간》 - 도해수 역

### 예능
- 2015년 SBS 《놀라운 대회 스타킹》
- 2015년 KBS 《뮤비뱅크 스타더스트》
- 2016년 KBS 《출발드림팀 시즌 2》
- 2016년 MBC 《미스터리 음악쇼 복면가왕》
- 2016년 SBS 《씬스틸러》
- 2018년 MBC 《미스터리 음악쇼 복면가왕 - 안 뽑아주면 잠수함 <참가자>
- 2018년 tvN 《식량일기 닭볶음탕 편》 - 8회
- 2022년 SBS F!L 《아이돌 사생대회》 - 1회
- 2022년 KBS 1TV  《이슈 픽 쌤과 함께》 - 104회~현재
- 2022년~2023년 MBN 《불타는 트롯맨》 - 1회~12회
- 2023년 8월 17일 MBC 《구해줘! 홈즈》 - 215회 게스트

### 라디오
- 2015년 SBS 파워FM 이국주의 영스트리트

### 광고
- LG 기업PR 지면
- 삼성화재 브로셔
- LG 생활건강 자연퐁
- 홍진EZI

### 기타
- 2008년 아이프린 선발대회 최종 선발
- 2009년 금연송 & 식품안전 프로젝트
- Windsor's Mystic Island 화보